# إس فيديو

كبل إس فيديو

إس فيديو (بالإنجليزية: S-Video) هو معيار إشارة مستخدم للفيديو قياسي الدقة، عادة 480i أو 576i. بفصل إشارة التلوين عن إشارة الأبيض والأسود يتم الحصول على جودة صورة أفضل من الفيديو المركب.

## معرض صور

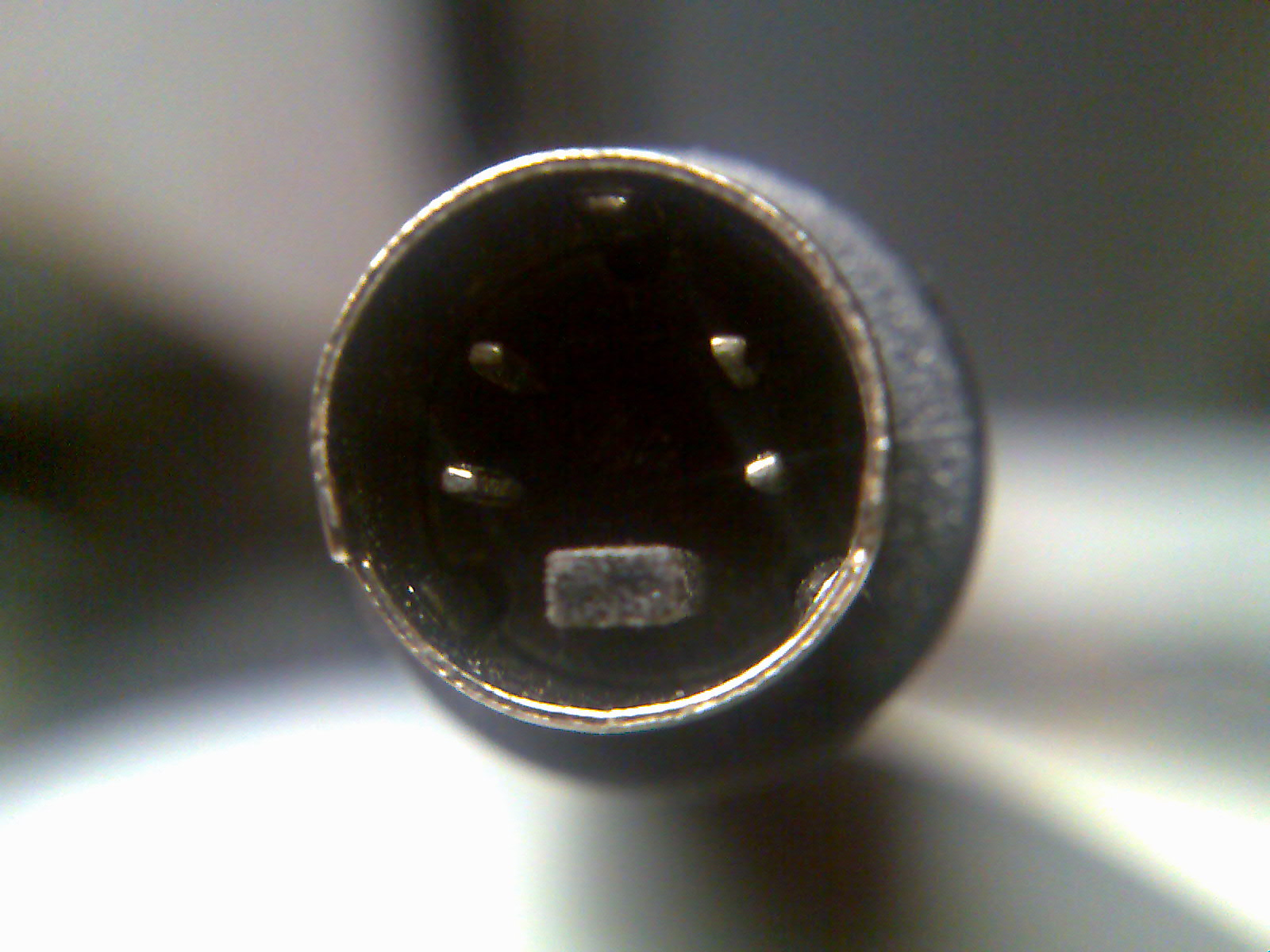
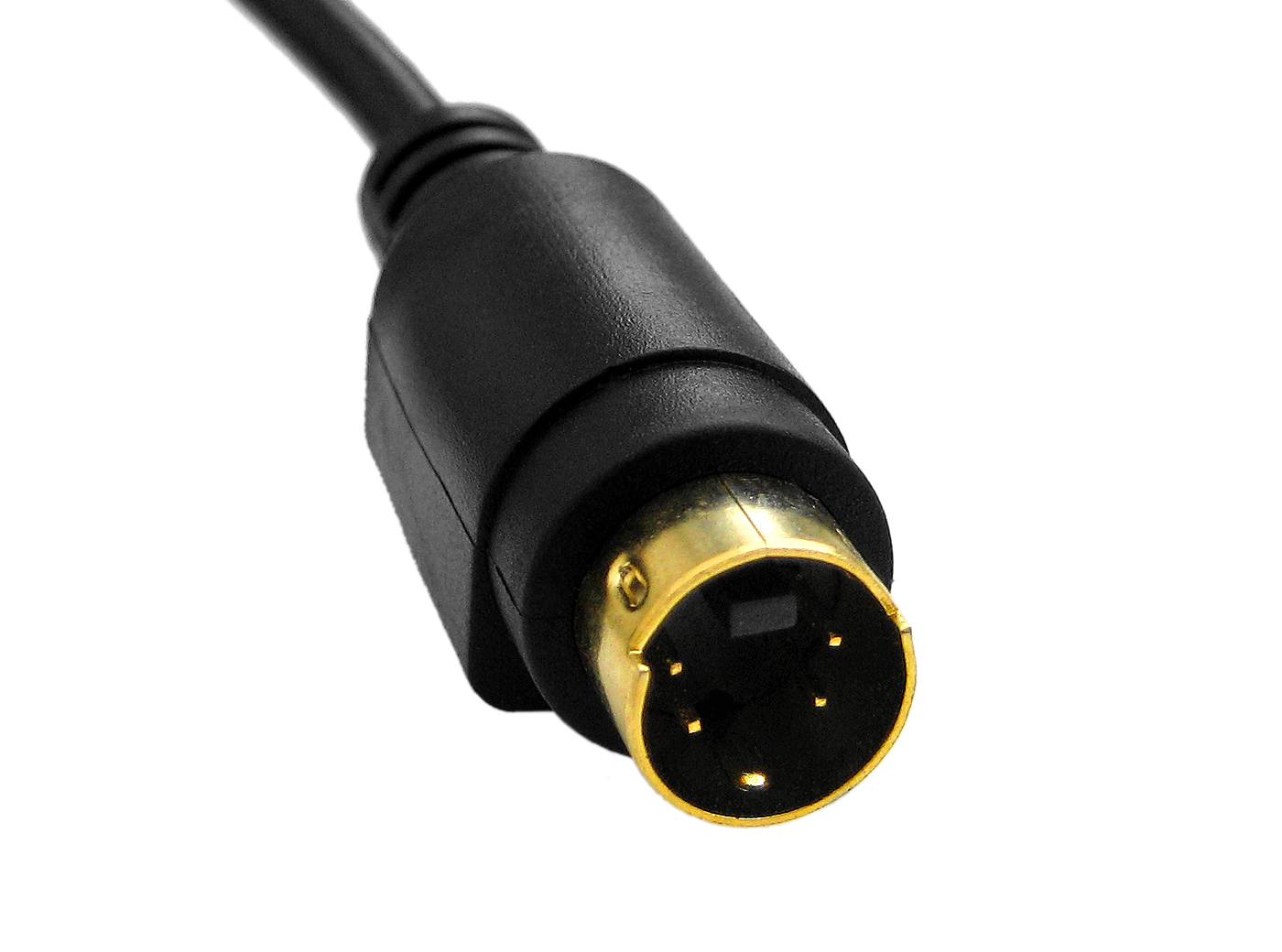
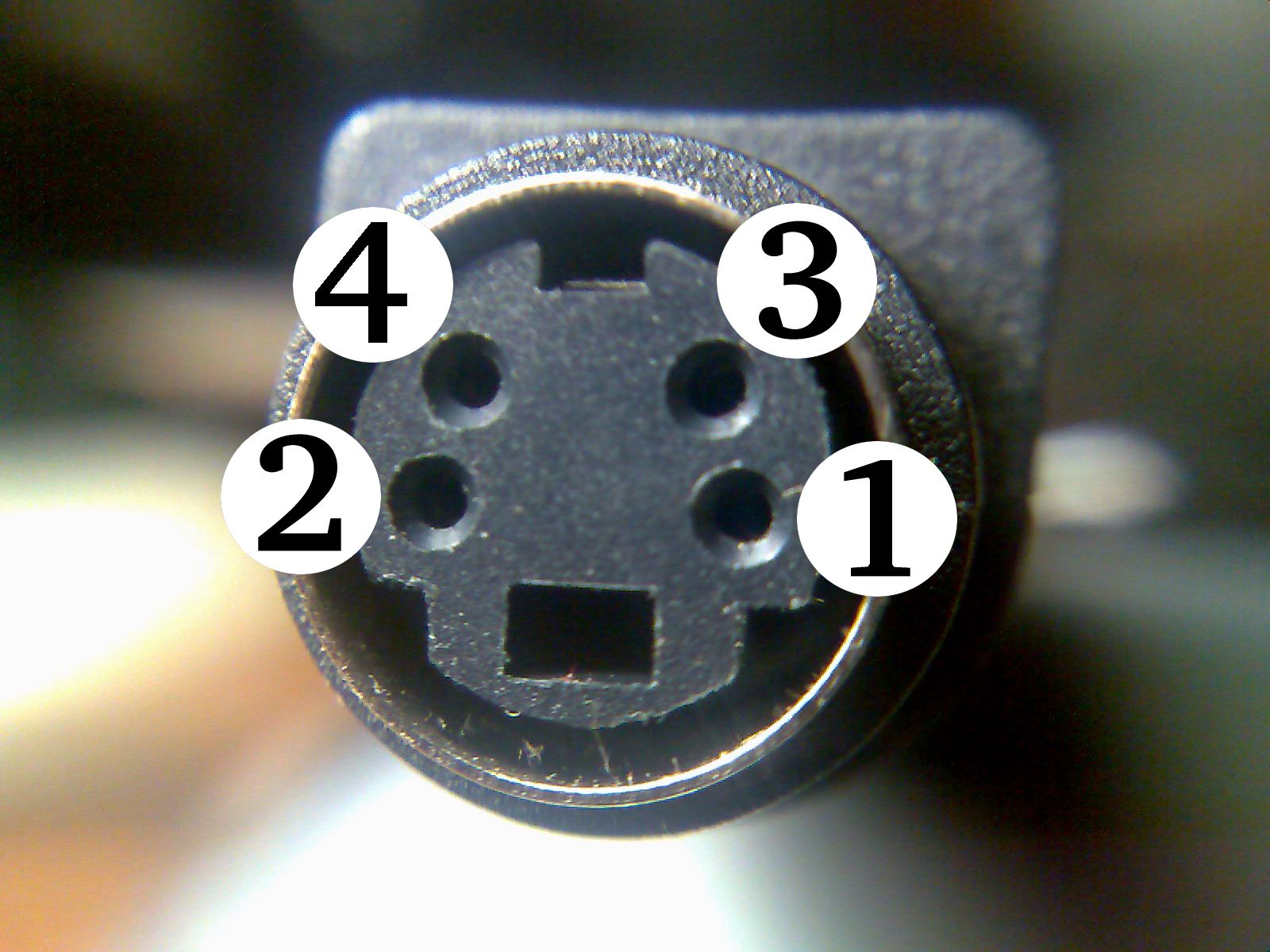